# دوري أمريكا الشمالية 2011
دوري أمريكا الشمالية 2011 (بالإنجليزية: 2011 North American Soccer League season)‏ هو الموسم 1 من دوري أمريكا الشمالية. أشرف على تنظيمه اتحاد الولايات المتحدة لكرة القدم، وكان عدد الأندية المشاركة فيه 8، وفاز فيه Minnesota United FC (2010–2016) ‏.